# جان بیل (بازیکن فوتبال)
جان بیل (به انگلیسی: John Beale) متولد ۱۶ اکتبر ۱۹۳۰  بازیکن فوتبال اهل بریتانیا بود. که در  سپتامبر ۱۹۹۵ (۶۴ ساله) درگذشت.
از باشگاه‌هایی که در آن بازی کرده‌است می‌توان به باشگاه فوتبال پورتسموث اشاره کرد.